# Janikowo (plaats)
Janikowo is een stad in het Poolse woiwodschap Koejavië-Pommeren, gelegen in de powiat Inowrocławski. De oppervlakte bedraagt 9,5 km², het inwonertal 9072 (2005).

## Verkeer en vervoer
- Station Janikowo